# Bardon Mill
Koordinaten: 54° 59′ N, 2° 20′ W
Bardon Mill ist ein Dorf am Fluss Tyne in Northumberland, England. Es befindet sich etwa 16 Kilometer westlich von Hexham und liegt an den nordöstlichen Ausläufern der Penninen. Unweit vom Dorf verlaufen der Fernwanderweg Hadrian’s Wall Path sowie die Überreste des Hadrianswalls. Das Gemeindegebiet grenzt im Norden an den Northumberland-Nationalpark.

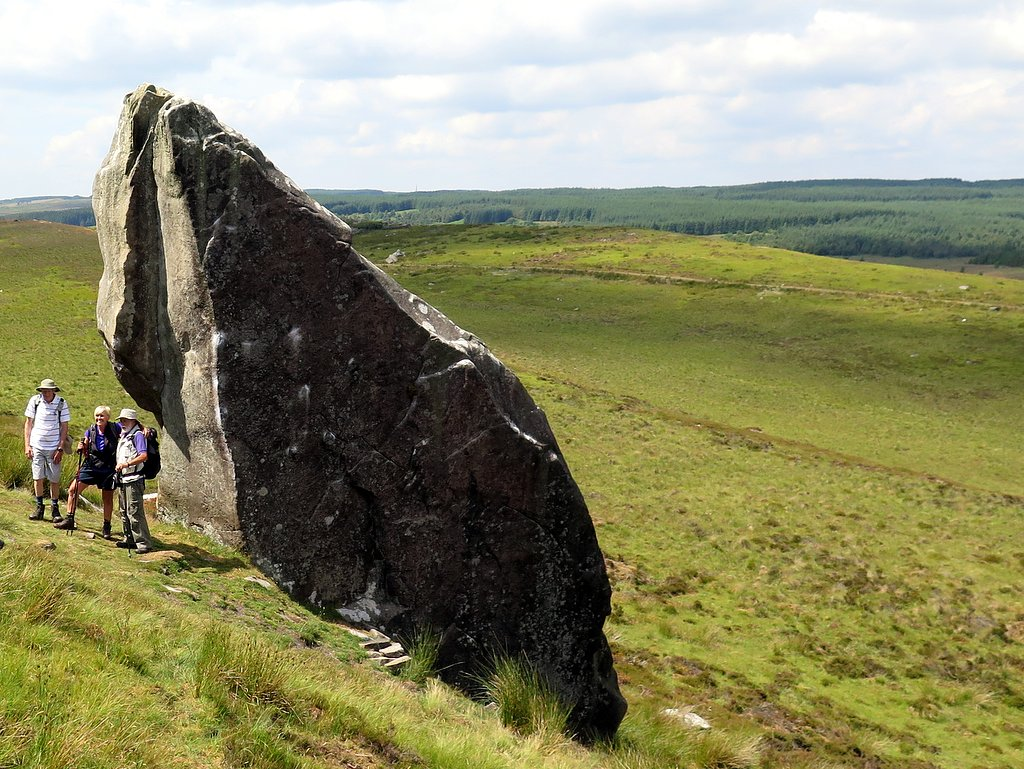
Monolith at Queen’s Crags in Bardon Mill

Bardon Mill liegt an der Newcastle and Carlisle Railway, die Newcastle upon Tyne mit Carlisle in Cumbria verbindet.

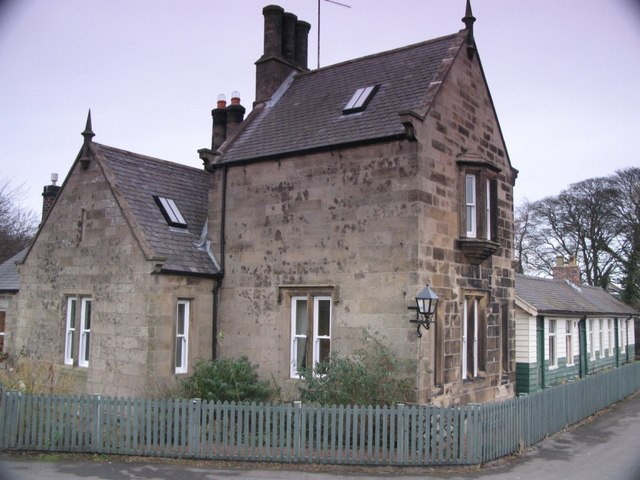
Der Bahnhof von Bardon Mill

In der unmittelbaren Nähe befinden sich die Kastelle von Vindolanda und Vercovicium, die zu den besterforschten römischen Garnisonsplätzen in Großbritannien zählen.
Die englische Schriftstellerin Lilian Bowes Lyon eine Cousine von Elizabeth Bowes-Lyon, der Mutter von Elisabeth II., wurde auf dem Anwesen Ridley Hall bei Bardon Mill geboren und wuchs dort auf.